# Felix Baumgartner
Felix Baumgartner (Salzburg, 20. travnja 1969. – Porto Sant'Elpidio, 17. srpnja 2025.) bio je austrijski BASE skakač i sportaš.

## Životopis
Baumgartner je završio mehaničarsko zanimanje i radio kao automehaničar. S 18 godina potpisao je ugovor na pet godina s austrijskom vojskom, gdje je obučen za tenkista, a kasnije služio kao padobranski instruktor u Bečkom Novom Mjestu.
Nakon završetka službe austrijskoj vojsci, i preko 2500 obavljenih skokova padobranom, počeo se baviti izvođenjem BASE skakanjem padobranom s visokih zgrada, mostova, antena i planina
2012. projektom Red Bull Stratos postavio je novi svjetski rekord: padobranski skok s 39.045 m visine uz pomoć specijalne kapsule i helijevog balona. Također, oborio je svjetski visinski rekord za let balonom (39.045 m), najbrži slobodni pad (1342 km/h ili 1,24 macha) i prvi je čovjek koji je probio zvučni zid u slobodnom padu.

## Rekordi
- 1999. Svjetski rekorder u BASE skoku s najviše zgrade Petronas Twin Towers u Kuala Lumpuru.
- 1999. Svjetski rekorder u BASE skoku s najmanje visine, s Kipa Krista Iskupitelja u Rio de Janeiru.
- 2012. Skok iz visoke stratosfere s visine 39.045 metara. Srušio je rekorde za skok s najveće visine, najbrži slobodan pad te rekord u najvišem letu balonom s ljudskom posadom. Njegov slobodan pad ipak nije bio dovoljno dug da obori Kittingerov rekord u duljini slobodnog pada. Glasnogovornik je za britanski Telegraph potvrdio da je Baumgartner probio zvučni zid.

## Vanjske poveznice
- Službena stranica
- Red Bull Stratos Project